# Design Forum Finland
Design Forum Finland är en finländsk främjandeinstitution för finländsk konstindustri. Den grundades 1987 med namnet Muotoilun tiedotuskeskus-Design Forum som resultat av samarbete mellan Konstflitföreningen i Finland och Ornamo med stöd av handels- och industriministeriet.
Design Forum Finland öppnade 1991 utställningslokaler och affär på Fabiansgatan i Helsingfors, senare flyttade till Sanomahuset 2000 och Skillnadsgatan 2004. Denna verksamhet drevs fram till 2013 respektive 2014.
Design Forum Finland delar ut priser som Kaj Franck-priset, Estlander-priset och Årets unga formgivare-utmärkelsen.